# Bacopa cladostyla
Bacopa cladostyla är en grobladsväxtart som beskrevs av Chod. och U. Eskuche. Bacopa cladostyla ingår i släktet tjockbladssläktet, och familjen grobladsväxter. Inga underarter finns listade i Catalogue of Life.